# Laura van der Heijden
Laura van der Heijden (Amersfoort, 27 juni 1990) is een Nederlandse handbalster die sinds de zomer van 2022 uitkomt in de Franse competitie voor Chambray Touraine Handball. Sinds 2007 komt ze onafgebroken uit voor het Nederlands dames handbalteam en heeft deelgenomen aan 3 Olympische Spelen.
Van der Heijden komt uit een echte handbalfamilie. Ook haar opa, Co(by) Wethly, speelde als doelverdediger in het Nederlands handbalteam. Van der Heijden speelde ook professioneel handbal in de Duitse, Deense, Hongaarse en Franse competities. Sinds 2007 maakt zij deel uit van het Nederlands handbalteam dat op het WK van 2019 Wereldkampioen werd en op het WK 2015 en EK 2016 zilver en op het WK 2017 en EK 2018 brons won. Tijdens de Olympische Spelen van 2016 in Rio werd zij met haar team vierde. Ook maakte Van der Heijden deel uit van het Nederlands (jeugd)team dat historisch brons veroverde op het EK onder 17; de eerste medaille ooit voor een Nederlands handbalteam. Met diverse teams kwam zij ook uit in de verschillende Europese competities. In 2017 werd Van der Heijden ambassadeur voor de Stichting Elk Kind Een Bal.

## Handbalcarrière
Van der Heijden begon op 6-jarige leeftijd met handballen bij LHV in Leusden, vlak bij haar geboorteplaats Amersfoort. In 2005 maakte zij de overstap naar HV Nieuwegein waarmee zij in 2007, ten koste van Hellas, promoveerde naar de Eredivisie. Van 2006 tot en met 2010 kreeg ze ook haar handbalopleiding bij de HandbalAcademie op Papendal. Met de HandbalAcademie speelde zij ook in de Eredivisie. In het seizoen 2009/2010 speelde zij voor VOC waarmee zij in 2010 landskampioen en de nationale beker won. In Nederland werd Van der Heijden in 2008 verkozen tot Talent van Nederland en in 2009 en 2010 verkozen tot Beste rechteropbouwster van Nederland.
In 2010 verruilde zij VOC voor het Duitse VfL Oldenburg uit Oldenburg uitkomende in de hoogste klasse, de Bundesliga. Met VFL Oldenburg kwam zij met haar team in haar eerste seizoen (2010/2011) tot in de halve finale van de EHF Cup. Vanwege financiële problemen zag VFL Oldenburg in de volgende seizoenen af van het spelen van Europacupwedstrijden. Wel won zij in 2012 met VFL Oldenburg de Duitse beker (Pokalsieger) en werd in het seizoen 2012/13 topscoorder (134 doelpunten) de reguliere competitie in de Bundesliga.
In de vier seizoenen Bundesliga bij VFL Oldenburg heeft Van der Heijden geen wedstrijd overgeslagen. Volgens trainer Krowicki is dat uniek.
Vanaf 2014 kwam Van der Heijden uit voor het Deense Team Esbjerg, waarmee zij in haar eerste seizoen (2014/2015) de competitie op de 1e plaats afsluit. In de play-offs werd de finale gehaald maar in een best of two tegen FC Midtjylland nipt verloren (uit 23-22 verloren en thuis 22-22). In augustus 2015 wint Van der Heijden met Team Esbjerg de supercup door te winnen van FC Midtjylland. De reguliere competitie 2015/16 sluit Team Esbjerg af op de 1e plaats. De finale van de play-offs speelt Van der Heijden met haar team wederom tegen FC Midtjylland. De uitwedstrijd werd een 20-17 nederlaag maar de thuiswedstrijd eindigt in een 20-17 overwinning voor Team Esbjerg. Er komen zevenmeters aan te pas om te beslissen wie zich Deens kampioen mag noemen. Van der Heijden opende de strafworpenserie met een doelpunt en deze werd met 4-2 gewonnen. Het seizoen 2015/2016 sloot Van der Heijden in mei 2016 daarmee af als kampioen van Denemarken. Voor Team Esbjerg de eerste titel in de geschiedenis van het Deense handbal. En ook werd in 2016 de Super Cup van Denemarken gewonnen.
In het seizoen 2016/2017 neemt Van der Heijden deel aan de Champions League. Met VOC (2009/2010) en Team Esbjerg (2015/2016) strandde zij in het kwalificatietoernooi van de Champions League. Van der Heijden baarde opzien door in de eerste twee wedstrijden in de Champions League twintig keer raak te schieten. De linkshandige speelster werd in oktober door de EHF verkozen tot beste speler van de maand oktober 2016 (EHF Female Player of the Month October 2016).
In het seizoen 2017/2018 kwam de dan 27-jarige Van der Heijden uit voor het Hongaarse FTC Rail Cargo Hungaria uit Boedapest. Met FTC bereikt Van der Heijden in maart 2018 de Final-4 voor de Hongaarse beker. In de halve finale werd het tegen (de latere winnaar) Gyor 25-25, maar verloor de penaltyserie (Van der Heijden maakte haar 7-meter). In de kleine finale werd gewonnen van Siofok KC met 25-21 en werd daarmee brons behaald.
Met ieder 48 punten in de Hongaarse competitie gingen Györi en FTC de laatste speelronde in. Beide teams winnen in een ontknoping hun laatste competitiewedstrijd, maar FTC komt 1 doelpunt tekort voor het Hongaarse landskampioenschap.
Vanaf het seizoen 2018/19 ging Van der Heijden spelen voor het Duitse SG BBM Bietigheim, waar ze een contract heeft gehad voor 2 seizoenen. In het eerste seizoen heeft ze met haar club Bietigheim de Duitse landstitel 2018/19 behaald. In het seizoen hield het team van Van der Heijden concurrent Thuringen op doelsaldo onder zich.
Voor het begin van seizoen 2019/20 wint SG BBM Bietigheim met Van der Heijden de Supercup 2019 in Duitsland door Thüringer HC te verslaan met 27-26, Van der Heijden scoorde 5 keer.
Het Bundesliga-seizoen 2019/20 werd in maart 2020 vanwege de uitbraak van het coronavirus geannuleerd.
Vanaf het seizoen 2020/21 ging Van der Heijden spelen voor het Hongaarse Siofok HC. Begin november 2020 besloot Van der Heijden haar contract bij het Hongaarse Siofok HC te laten ontbinden. Redenen hiervoor zijn het gerommel op bestuurlijk niveau binnen de club en een droevige gebeurtenis in familiaire kring. Op haar wens om dichter bij huis te zijn liet BVB Dortmund Handball merken geïnteresseerd te zijn en werd al snel concreet. Vanaf eind november kwam Van der Heijden uit voor Borussia Dortmund en was zij ook speelgerechtigd om in de Champions League uit te komen. Bij Borussia Dortmund werd Van der Heijden de negende Nederlandse speelster op dat moment.
Met zestig punten uit dertig wedstrijden werd Borussia Dortmund in de Bundesliga ongeslagen kampioen 2020/21. Dit was de eerste keer in de clubhistorie van Borussia Dortmund dat zij de schaal ontvingen.
In de laatste wedstrijd van het perfecte seizoen slaagde de Nederlands getinte topploeg er in over de magische doelpuntengrens van duizend te gaan. In één seizoen maakte Borussia Dortmund 1029 treffers. Het 1000ste doelpunt kwam daarbij op naam van Van der Heijden.
De volgende verhuizing is van Dortmund naar Tours: Van der Heijden heeft voor twee jaar bij Chambray Touraine Handball getekend. Met ingang van seizoen 2022/23 doet de linkspoot met veel zin het vijfde speelland in haar carrière aan. Eerder speelde Van der Heijden in eigen land, Denemarken, Hongarije en Duitsland. “Ik volg de Franse competitie al een tijdje goed”, legt Van der Heijden uit. “En ook een heel sterke competitie.” Van der Heijden wordt in de 3 seizoenen regelmatig verkozen in Het team van de week en genomineerd/verkozen tot Speelster van de maand van de Ligue Butagaz Energie.
Op 8 juni 2025 speelt Van der Heijden (dan 34 jaar) haar laatste professionele wedstrijd met Chambray Touraine Handball en nam ze afscheid van de topsport. Ook dit seizoen (2024/25) toont ze nog steeds haar waarde voor het team door de topscorer (zonder strafworpen!) van het team te worden. De vereniging is dankbaar dat zij 3 jaar gelden voor Chambray heeft gekozen niet voor de verleiding van het Oostblok en roemen haar inzet, een zeer goede speelster en geweldige professional. Hiermee komt definitief een einde aan haar grootse professionele handbalcarrière en kan ze haar handbalschoenen in de prullenbak gooien. Ze speelde voor meerdere clubs in 5 verschillende landen! "Ik heb voor mooie clubs gespeeld en aan elke club heb ik fijne herinneringen. Door de jaren heen heb ik op mooie plekken mogen wonen en verschillende culturen leren kennen. Ik had het niet willen missen!" Op Instagram licht ze haar beslissing verder kort toe. ‘Als klein meisje had ik nooit gedacht dat ik van mijn hobby mijn beroep kon maken. Ik zal straks het teamgevoel en het handbalspelletje zeker gaan missen. Maar ik kijk ook uit naar wat er allemaal nog op mijn pad gaat komen.’

## Interlandcarrière
- Jeugdinterlands:

In 2007 werd Van der Heijden met Jong Oranje derde tijdens het Europees Kampioenschap onder 17, en daarmee het eerste Nederlandse handbalteam dat ooit een medaille won op een EK of WK. Zij speelde in totaal 112 jeugdinterlands en was op 6 jeugd (open) EK's / WK's actief.
| Jaar | EK of WK    | Land       | Positie |
| ---- | ----------- | ---------- | ------- |
| 2006 | Open EK U18 | Zweden     | 5e      |
| 2007 | EK U17      | Slowakije  | Brons   |
| 2007 | EK U19      | Turkije    | 11e     |
| 2008 | WK U18      | Slowakije  | 9e      |
| 2009 | EK U19      | Hongarije  | 8e      |
| 2010 | WK U20      | Zuid-Korea | 6e      |

Tijdens het WK in 2010 in Zuid-Korea eindigde Van der Heijden op de 2e plaats van de topscoorderslijst. Van der Heijden nam ook deel aan het European Youth Olympic Festival van 2007 in Belgrado (Servië) (EYOF), een sportevenement voor jonge Europese sporters in de leeftijd tot en met 18 jaar. Het Nederlands handbalteam werd 6e tijdens deze EYOF editie. 
Tijdens de EYOF 2013 in Nederland (Utrecht) mocht Laura van der Heijden de Olympische vlag binnendragen. Zij droeg de Olympische vlag samen met (oud)-topsporters Edith Bosch, Floris Jan Bovelander, Ruben Houkes, Bas van der Goor en Anton Geesink junior.
- Senioreninterlands:

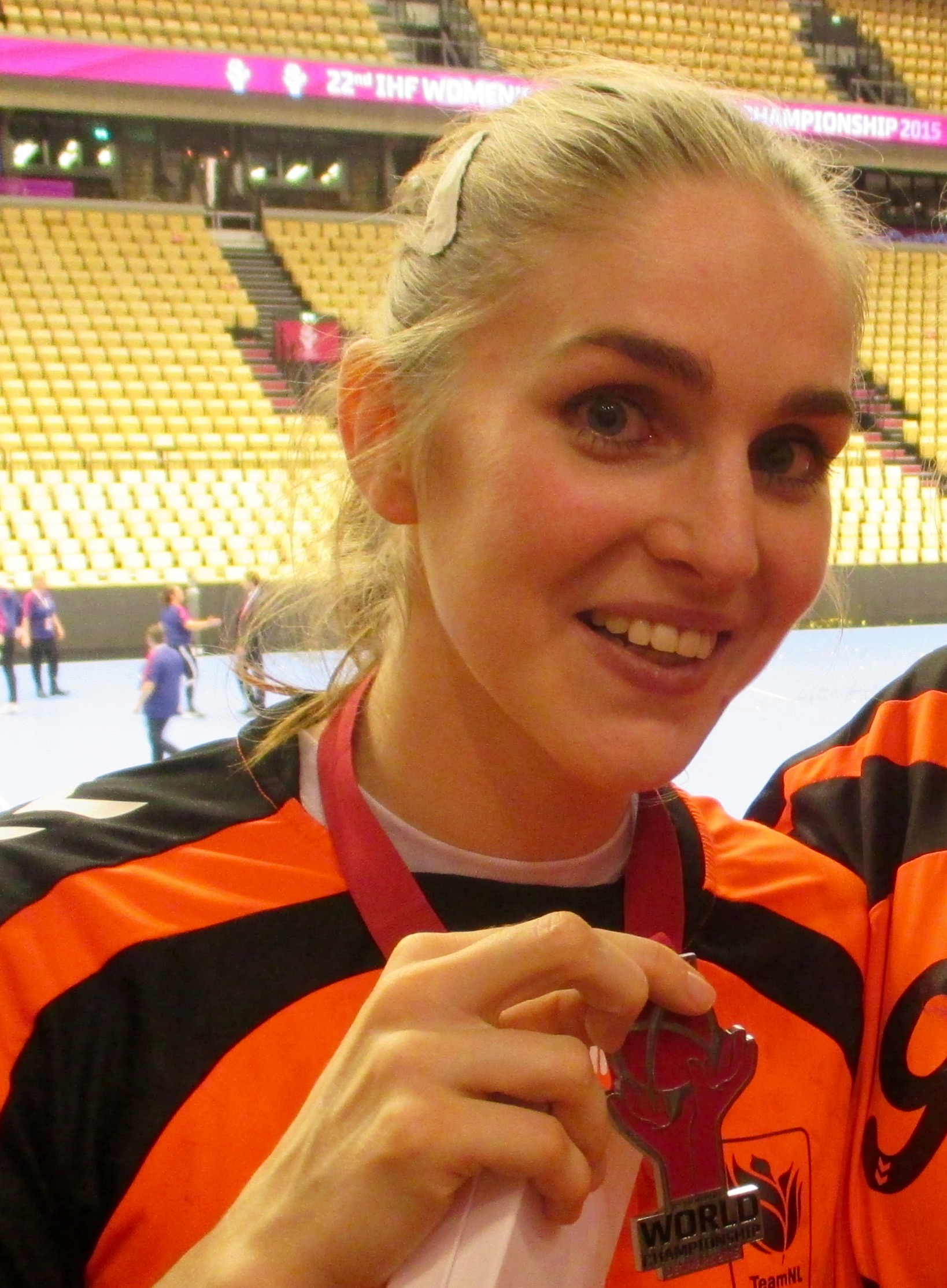
Laura van der Heijden tijdens het Wereldkampioenschap in Denemarken 2015 met de zilveren medaille.

Van der Heijden maakte op 17-jarige leeftijd in Raalte op 16 oktober 2007 haar debuut voor het Nederlands handbalteam tegen Japan (32-29). Met Nederland nam zij deel aan de zeven WK's (2011, 2013, 2015, 2017, 2019, 2021 en 2023) en zes EK's (2010, 2014, 2016, 2018, 2020 en 2022). Ook nam Laura van der Heijden deel aan drie Olympische Spelen, die van Rio 2016 in Brazilië en Tokio 2020 in Japan (die door de Coronapandemie in 2021 werd gehouden).
Tijdens het WK 2015 bereikte ze met Nederland de finale en wonnen zilver omdat er verloren werd van toenmalig Europees en Olympisch kampioen Noorwegen. Op het EK van 2016 in Zweden werd zilver gewonnen en op het WK van 2017 in Duitsland en EK van 2018 in Frankrijk pakte het nationaal team een bronzen medaille. In 2019, tijdens het WK in Japan, werd Van der Heijden met het Nederlands handbalteam voor de eerste keer in de geschiedenis Wereldkampioen. Spanje werd in een finale in de slotfase verslagen met 30-29. In de halve-finale van dat WK tegen Rusland was het Van der Heijden die de verlossende bal binnen werkte in de slotseconden (33-32), waardoor Nederland door ging naar de finale van het WK.
Tijdens het EK 2020 in Denemarken speelden de Nederlandse handbalsters wedstrijden zonder publiek in verband met de coronapandemie. Zij verblijven gedurende het toernooi in een 'rode bubbel'. Van der Heijden verbleef met de Nederlandse handbaldames, net als de andere deelnemers, in het hotel volkomen geïsoleerd en mocht geen contact hebben met de buitenwereld. Het Nederlands handbalteam dames eindigde dit EK op de zesde plaats. De wedstrijd tegen regerend Olympisch kampioen Rusland om de vijfde plaats verloor Nederland met 33-27. Van der Heijden speelde een goed toernooi tijdens het EK. Ook werd zij genomineerd als rechteropbouwster voor de verkiezing van het ‘All Star Team’ van het 14e EK.
Het WK 2021 in Spanje begint met een record, hoogste score ooit, tegen Puerto Rico werd het 15-55. Dat record heeft maar 2 dagen in de boeken gestaan want in de 2e wedstrijd van het WK won Nederland van Oezbekistan met 17-58. De 3e wedstrijd in de voorronde tegen Zweden werd een gelijkspel (31-31). In de mainround wordt gewonnen van Roemenie (31-20) en Kazachstan (15-61), wederom een doelpunten record). De 3e wedstrijd tegen Noorwegen wordt verloren (34-37) waardoor Nederland uitgeschakeld is voor de kwart-finale. Noorwegen en Zweden gaan door naar de kwart-finale. Het WK wordt afgesloten op een 9e plaats voor het Nederlandse dames handbalteam.
In 2022 is het Europese Kampioenschap in Macedonië en is voor Laura al haar 6e EK. De eerste wedstrijd tegen Roemenië wordt gewonnen met 29-28 en Laura scoorde 7 uit 7 (100%). Ook maakte ze in deze wedstrijd haar 100e EK doelpunt, na Estavana Polman is zij de 2e Nederlandse handbalster die deze mijlpaal behaald. De ploeg eindigt hiermee op de 6e plaats tijdens het EK 2022. Met 34 (veld)doelpunten wordt Laura topscoorster van het Nederlands team op dit EK. 
Het WK van 2023 wordt gespeeld in Denemarken, Noorwegen en Zweden en is voor Van der Heijden al weer haar 7e WK. In de poulefase (poule H) worden alle wedstrijden gewonnen: Argentinië (41-26), Congo (20-40) en Tsjechië (33-20, Van der Heijden 5 uit 5!). Als groepswinnaar gaan de Nederlandse handbal dames naar de Main Round. De Main Round wordt, net als de poulefase, gespeeld in het Deense Frederikshavn en hierin kruist Nederland met poule G. Al deze wedstrijden worden ook gewonnen: Brazilië (35-27), Oekraïne (21-40 en Spanje (29-21). Daardoor plaatst Nederland zich voor de kwartfinale tegen Noorwegen, gespeeld in Noorwegen! Deze wedstrijd tegen Noorwegen wordt verloren (23-29) en is dus uitgeschakeld op WK 2023. Met maar één verliespartij (kwartfinale tegen Noorwegen) mag Nederland met trots terugkijken op dit toernooi en zich gaan opmaken voor plaatsingswedstrijden 5 tot 8. Allereerst tegen Montenegro; winst 25-28. Daarna tegen Duitsland: winst 26-20, en sluiten de Nederlandse handbal dames het WK op een 5e plaats af en zijn ze geplaatst voor het OKT 2024. 
Het 16e Europees kampioenschap handbal vrouwen werd gehouden van 28 november 2024 tot en met 15 december 2024 in Oostenrijk, Hongarije en Zwitserland. Voor van der Heijden haar 7e EK. Nederland speelt in Oostenrijk. Het Nederlands handbalteam heeft een goed EK 2024 gespeeld. In de groepsfase won Nederland overtuigend van IJsland (27-15), Duitsland (29-22) en Oekraïne (43-23), waardoor ze als groepswinnaar doorgingen naar de hoofdronde in Wenen. In de hoofdronde versloegen de dames Slovenië (26-22) en Zwitserland (37-29), maar verloren van Noorwegen (21-31) en Denemarken (30-26). Hierdoor eindigde Nederland net buiten de halve finales en speelde ze op 12 december tegen Zweden om plek 5/6. De wedstrijd werd nipt verloren (33-32). 
| Jaar | EK WK OS | Land                          | Positie |
| ---- | -------- | ----------------------------- | ------- |
| 2010 | EK       | Noorwegen                     | 8e      |
| 2011 | WK       | Brazilië                      | 15e     |
| 2013 | WK       | Servië                        | 13e     |
| 2014 | EK       | Kroatië                       | 7e      |
| 2015 | WK       | Denemarken                    | Zilver  |
| 2016 | OS       | Brazilië                      | 4e      |
| 2016 | EK       | Zweden                        | Zilver  |
| 2017 | WK       | Duitsland                     | Brons   |
| 2018 | EK       | Frankrijk                     | Brons   |
| 2019 | WK       | Japan                         | Goud    |
| 2020 | EK       | Denemarken                    | 6e      |
| 2021 | OS 2020  | Japan                         | 5e      |
| 2021 | WK       | Spanje                        | 9e      |
| 2022 | EK       | Noord Macedonie               | 6e      |
| 2023 | WK       | Denemarken/ Noorwegen/ Zweden | 5e      |
| 2024 | OS       | Frankrijk                     | 5e      |
| 2024 | EK       | Oostenrijk                    | 6e      |

Tijdens het vierlandentoernooi in Eindhoven op 20 juli 2016 speelde Van der Heijden een jubileumwedstrijd. Zij speelde tegen Rusland haar 150ste interland. En in 2017 komt ze ook de Top-10 van meeste interlands binnen. Op het EK (2018) in Frankrijk in de groepswedstrijd tegen Kroatie maakte ze haar 600e doelpunt voor Oranje. Op 31 mei 2019 in Almere speelden de Nederlandse handbalvrouwen een oefenduel tegen Rusland en speelde Laura van der Heijden al haar 200e interland voor Oranje.
Na het gespeelde EK van 2020 staat de interlandteller van Laura van der Heijden op 222. Hiermee staat ze op de 5e plaats van de meest gespeelde interlands Nederlands dames handbalteam. De Olympische Spelen 2020 in Japan/Tokio, in de 4e groepswedstrijd tegen Montenegro maakte Laura van der Heijden haar 700e doelpunt voor het Nederlands dames handbalteam. Het WK 2021 betekent voor Van der Heijden dat ze haar 15e jaar onafgebroken uitkomen voor Oranje in gaat. 
Tijdens de Golden Leaque in Denemarken (oktober 2022) in de wedstrijd tegen Noorwegen speelde Laura van der Heijden haar 250e interland en scoorde ze 6 doelpunten.
In maart 2022 spelen de handbal dames in de Golden League tegen Tsjechië en winnen met 37-29. Laura scoort in deze wedstrijd haar  800e doelpunt voor Nederland, daarmee is zij de 2e Nederlandse speelster na Olga Assink die dit bereikt.
In oktober 2023 in de competitiewedstrijd tegen Strasbourg Achenheim Handball heeft Van der Heijden een gebroken neus (op 2 plaatsen) overgehouden aan een botsing. Hierdoor mist zij (voor het eerst) de EK-kwalificatiewedstrijden tegen Portugal (Almere) en Finland (in Finland). Een operatie in Nederland zorgt er voor dat zij op tijd is hersteld voor het WK 2023.
28 Februari 2024 spelen de Team NL Handbaldames in en tegen Tsjechië. Dit is voor Van der Heijden haar 275e interland en wordt gewonnen met 29-30. De thuiswedstrijd (3 maart) wordt overtuigend gewonnen met 42-25 en daarmee is Team NL Handbaldames al geplaatst voor het EK 2024 (Hongarije, Zwitserland en Oostenrijk).
Laura van der Heijden maakte op 16 januari 2025 bekend dat zij stopt met haar interlandcarrière bij het Nederlands dames handbalteam. Haar laatste wedstrijd voor het Nederlands handbalteam speelde zij op het EK 2024. Zij gaf aan dat het tijd werd om met handbalpensioen te gaan en zich te gaan richten op nieuwe uitdagingen buiten het handbal; ze wil meer tijd doorbrengen met vrienden en familie. Handbalfans prijzen haar indrukwekkende carrière, waarin ze 5 medailles won (plus 1 jeugdmedaille) en aan 3 Olympische Spelen deelnam. Ze wordt geroemd om haar doorzettingsvermogen, talent, harde werker, en stabiliteit op het handbalveld. En benadrukken haar onmisbare kracht (gedrevenheid), ervaring en spelinzicht op het veld. Ze bedanken haar voor prachtige momenten en onvergetelijke prestaties. Laura benadrukte altijd het belang van samen spelen voor je land en gaf haar kennis en ervaring door aan de volgende generatie. Ze speelde een sleutelrol in de transitie van het Nederlands dames handbalteam: van spelen in kleine zalen voor familieleden tot volle arena’s en wereldwijde erkenning. Haar nuchtere houding en liefde voor het spel maakten haar tot een ambassadeur van de handbalsport, zowel op als buiten het veld.

## Olympische Spelen
In 2012 nam Van der Heijden deel aan het olympisch kwalificatietoernooi in het Spaanse Guadalajara. Nederland won van Argentinië (30-21) en van Kroatië (29-28), maar verloor van Spanje (24-28). Op de laatste wedstrijddag won Kroatië van Spanje (23-22), daardoor plaatsten de Nederlandse handbalsters zich niet voor de Olympische Spelen in Londen.
In maart 2016, tijdens het OKT in Metz, was er een historisch hoogtepunt voor Van der Heijden en het Nederlandse handbal. Van der Heijden en het Nederlands handbalteam gaan voor het eerst naar de Olympische Spelen. Het olympisch kwalificatietoernooi in Metz leverde 3 overwinningen op; Frankrijk (17-24), Japan (33-24) en Tunesië (20-46).
Het Olympisch KwalificatieToernooi (OKT) voor Parijs 2024 voor de TeamNL Handbaldames werd gehouden in het Spaanse Torrevieja. De handbalsters zatten in een poule samen met (gastland) Spanje, Argentinië en Tsjechië. Nederland wint met 34-22 van Argentinië en met 32-18 van Tsjechië. Door deze twee zeges was Oranje al zeker van een plek bij de eerste twee en plaatst het zich voor de Olympische Spelen in Parijs van 2024. De handbalsters sluiten het succesvolle OKT in Spanje af met een kleine overwinning op het thuisland: 26-27. Voor de Nederlandse ploeg en Laura van der Heijden wordt het de derde olympische deelname op rij.

### Rio 2016

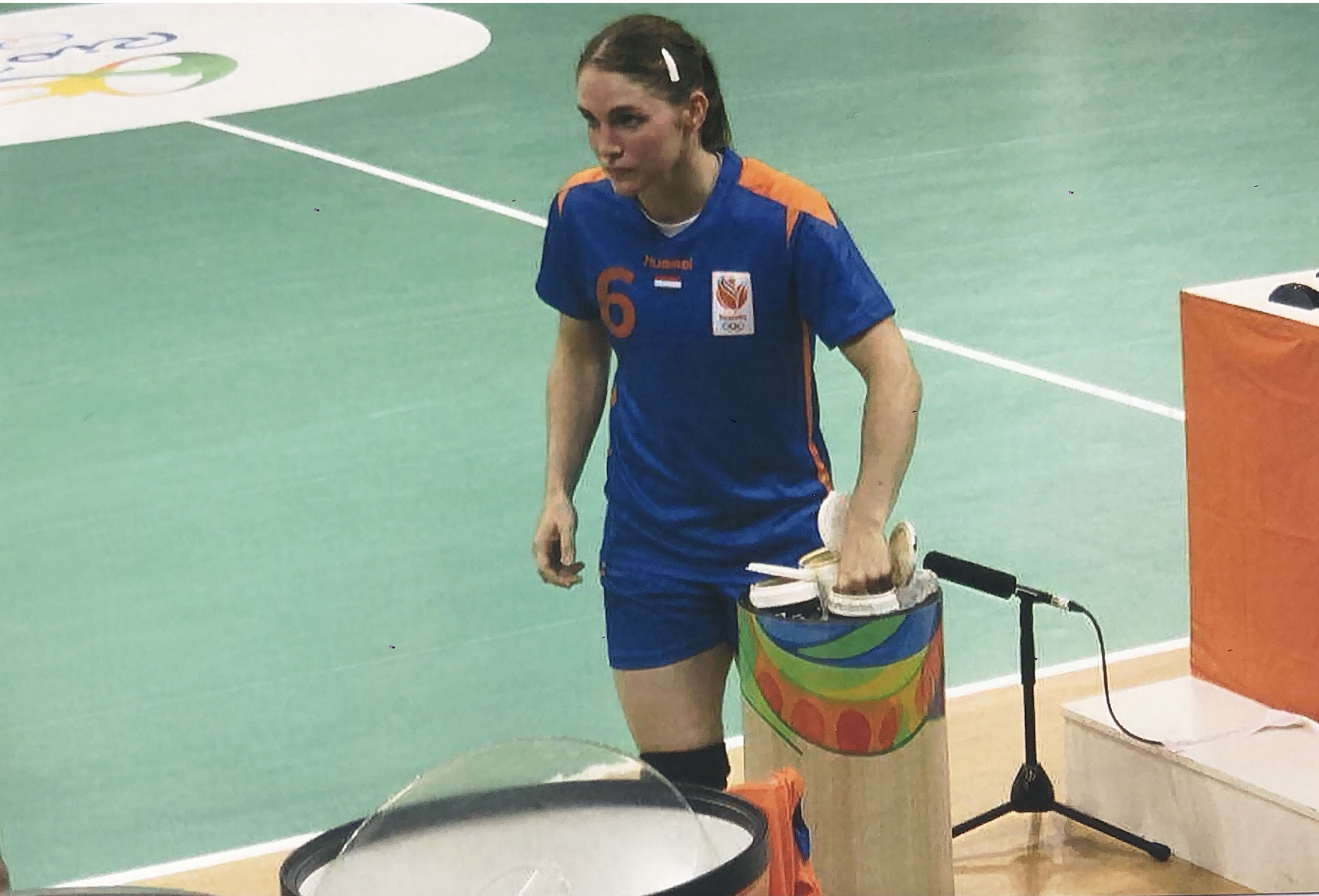
Laura van der Heijden tijdens de Olympische Spelen in Brazilië (Rio) 2016.

De Nederlandse handbalsters waren tijdens de Olympische Spelen in Rio als eerste geplaatst in poule B en namen het op tegen Rusland, Frankrijk, Zweden, Argentinië en Zuid-Korea.
Het Nederlands dameshandbalteam begint de Olympische Spelen in Rio de Janeiro met een 18-14 nederlaag tegen Frankrijk. Van der Heijden scoorde deze openingswedstrijd 3 doelpunten. Met een 26-18 overwinning op Argentinië heeft het Nederlands dames handbalteam hun tweede groepsduel gewonnen; de 1ewedstrijd ooit gewonnen op de Olympische Spelen door het Nederlands handbalteam. Van der Heijden scoorde deze wedstrijd 4 doelpunten. Tijdens het derde (Zuid-Korea 32-32) en vierde groepsduel (Zweden 29-29) op de Olympische Spelen in Rio werd gelijkgespeeld. In beide wedstrijden scoorde Van der Heijden 1 keer. De laatste groepswedstrijd tegen Rusland ging verloren tegen het nog ongeslagen Rusland met 34-38, Van der Heijden scoorde 5 keer. In de kwartfinale werd gewonnen (23-32) van thuisland Brazilië. Van der Heijden scoorde 5 maal. Het Nederlandse dames handbalteam slaagde er niet in om de Olympische handbalfinale te bereiken. In Rio werd de halve finale met het kleinst mogelijke verschil verloren van Frankrijk (23-24). Onder het toeziend oog van koning Willem-Alexander speelde Van der Heijden een sterke wedstrijd en scoorde 8 doelpunten. Doordat de wedstrijd om het brons verloren werd van Noorwegen (23-36, Van der Heijden scoorde 5 maal), eindigde het Nederlandse dames handbalteam op de vierde plaats.

### Tokio 2020

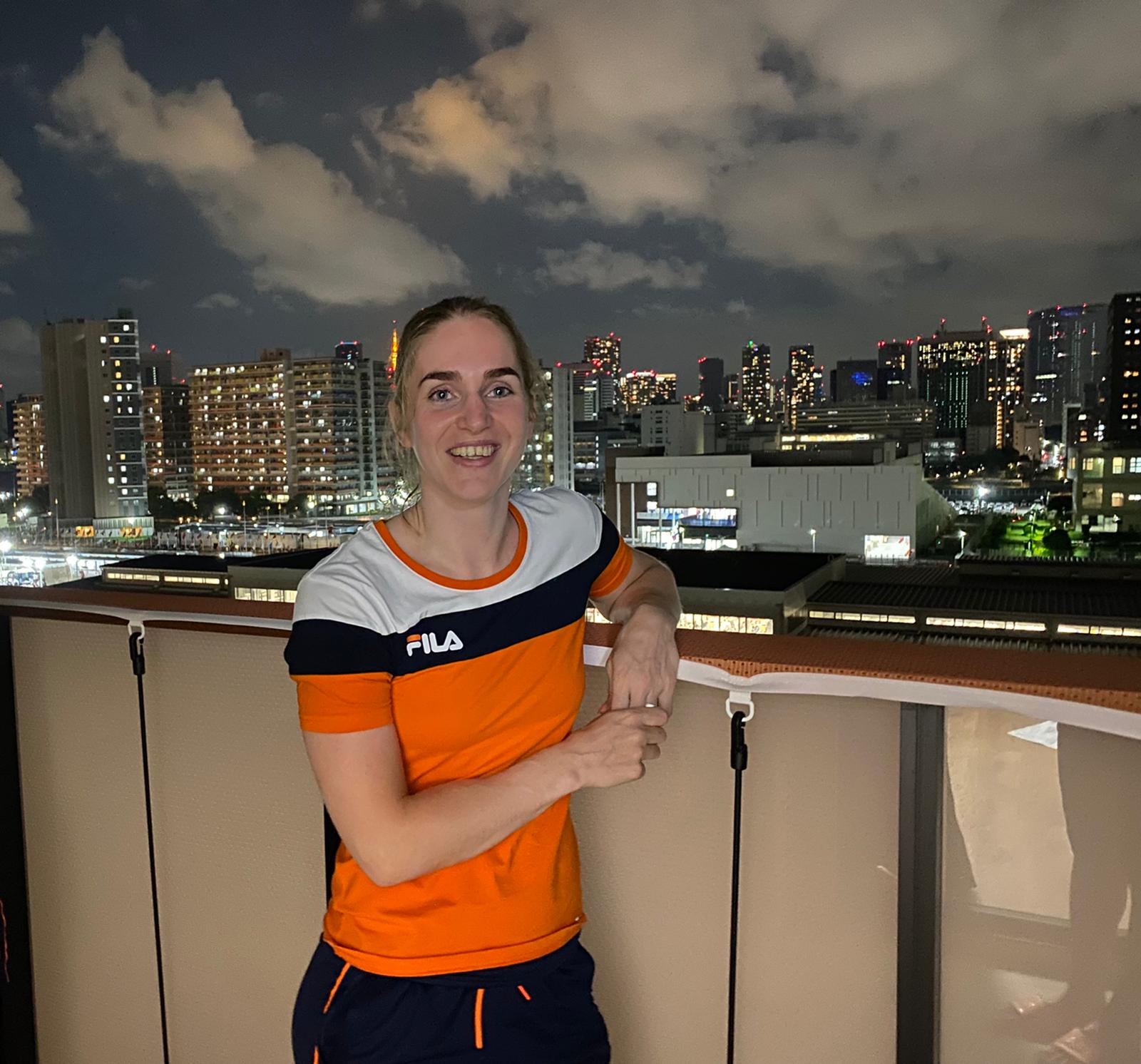
Laura van der Heijden in het Olympisch dorp tijdens de Olympische Spelen 2020.

Omdat de Nederlandse handbalvrouwen Wereldkampioen 2019 waren geworden had Oranje zich rechtstreeks gekwalificeerd voor de Olympische Spelen in Tokio (2020). Door het coronavirus werden de Spelen verzet naar juli 2021. In Japan winnen de Oranje-handbaldames de laatste testwedstrijd van Rusland met 34-37.
Op het Olympisch toernooi beginnen de Nederlandse handbaldames goed door de eerste poulewedstrijd tegen Japan te winnen (32-21), met 3 doelpunten van Van der Heijden. De tweede wedstrijd tegen Korea bracht de tweede overwinning. Met 36-43 was Nederland te sterk en Van der Heijden scoorde deze wedstrijd 3 doelpunten.
De Oranje handbalsters boekte in Tokio ten koste van Angola de derde poulezege op rij: 37-28 (Laura scoorde 3 doelpunten). Daarmee zijn ze al zeker van de kwartfinale.
Europees kampioen Noorwegen was in het vierde groepsduel iets beter dan de formatie van Oranje: 29-27.
Nederland is door een groepsoverwinning op Montenegro (30-29) tweede in groep A geworden, Van der Heijden was deze wedstrijd topscoorder met 5 doelpunten en ook maakte ze haar 700e doelpunt voor Oranje. Door de vierde zege op de Olympische Spelen treft de nationale ploeg in de kwartfinale Frankrijk. 
In de kwartfinale werd knock-outwedstrijd verloren van Frankrijk, de uiteindelijke Olympische handbalkampioen.
Na verloop van tijd was Van der Heijden trots dat ze op haar tweede Olympische Spelen daar mocht staan. Na 2 Olympische toernooien staat Laura van der Heijden 1e op de ranglijst van  topscorer allertijden op de spelen, met 46 doelpunten.

### Parijs 2024

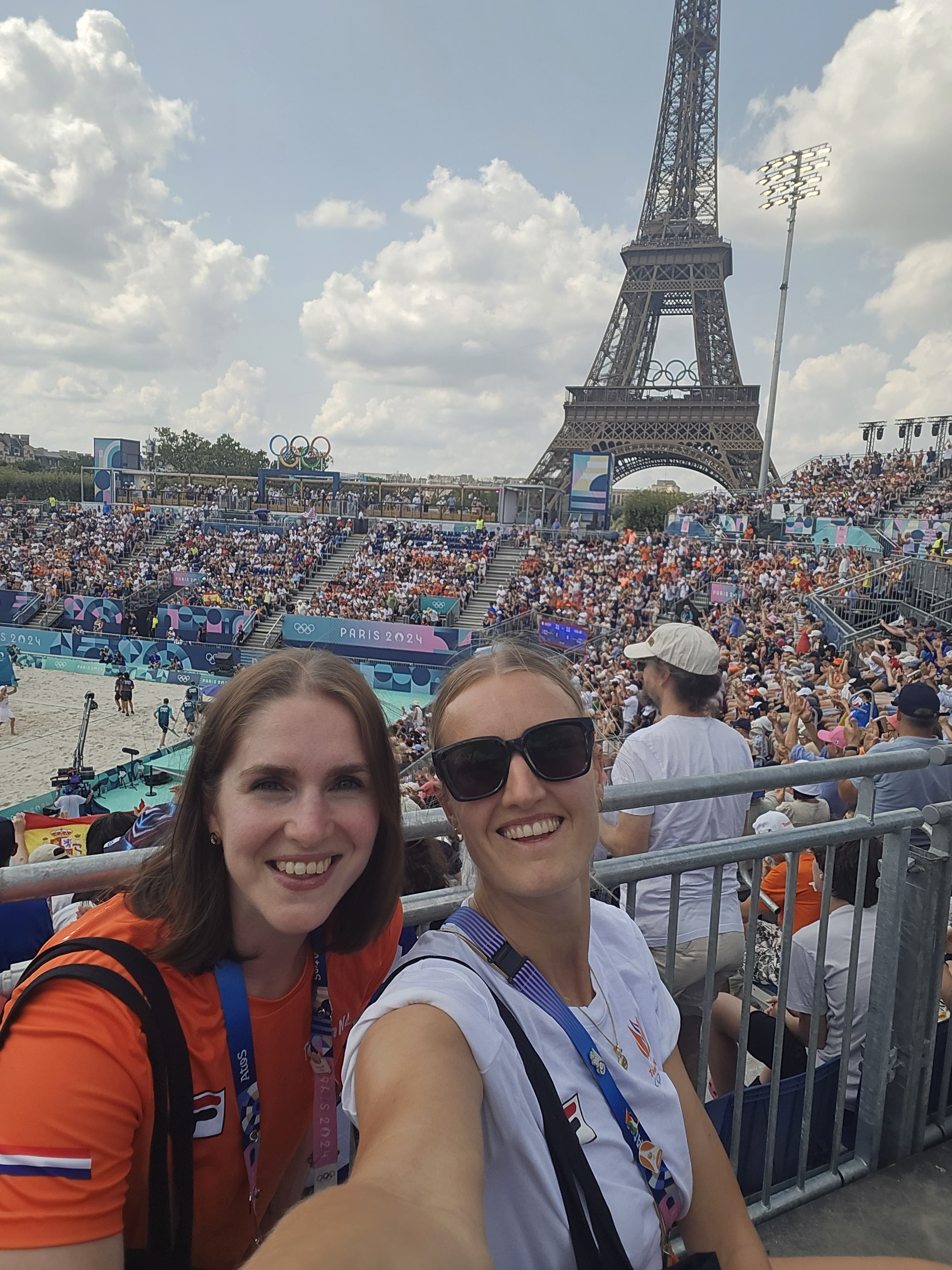
Laura en Kelly bij beachvolleybal OS 2024.

De Team NL Handbaldames zijn op de Olympische Spelen 2024 ingedeeld in groep B. Alle poulewedstrijden vinden plaats in de South Paris Arena in Parijs. In de poulefase zijn Angola, Frankrijk, Spanje, Brazilië en Hongarije de tegenstanders. 
Voor het Nederlands team begint de Olympische Spelen op donderdag 25 juli tegen Angola, 34-31 winst. Een dag voor de openingsceremonie dus. De team NL Handbaldames kunnen daardoor deelnemen aan de openingsceremonie waarbij de sporters met boten over de Seine worden gevaren. De tweede plaats in poule B op de Olympische Spelen 2024 is voor Nederland (verlies tegen Frankrijk (32-28), winst tegen Spanje (29-24), Brazilië (31-24) en Hongarije (26-20).  
Daardoor speelt de ploeg de kwartfinale in het Pierre Mauroy Stadium in Lille tegen Denemarken (eindigde als 3e in poule A). 
In de kwartfinale was Denemarken met 29-25 te sterk, waardoor het Olympische avontuur voor Nederland hier eindigde op de 5e plaats.

## NOC/NSF Sportgala

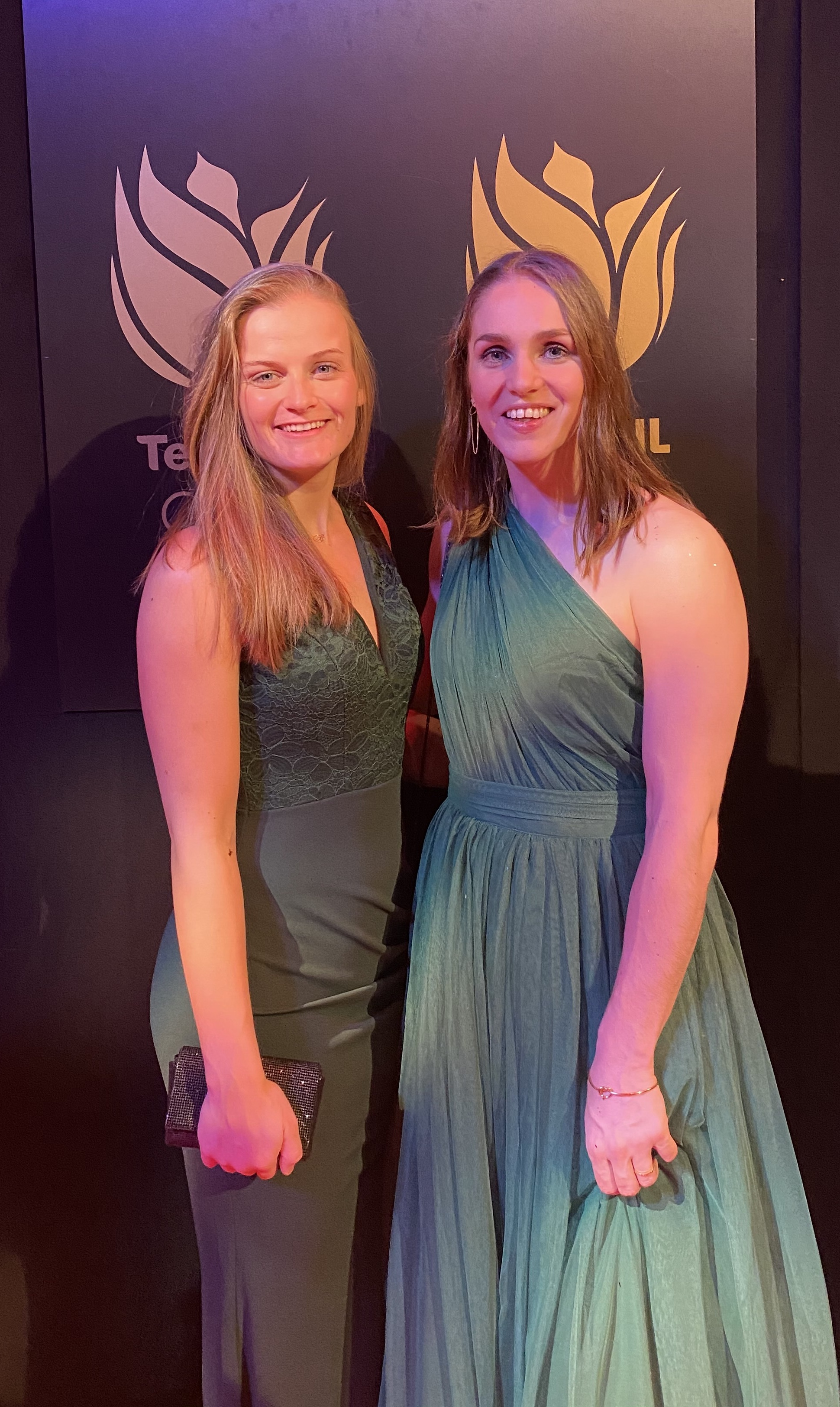
Debbie Bont en Laura van der Heijden op NOC-NSF Sportgala 2019

Op het NOC/NSF Sportgala in december 2016 was Van der Heijden met de Nederlandse handbalvrouwen genomineerd voor de titel Sportploeg van het Jaar. Echter de nominatie leverde niet de titel Sportploeg van het Jaar op. Een paar dagen na de WK-winst van 2019 vielen de Nederlandse handbalvrouwen op het NOC*NSF Sportgala wel in de prijzen. Dit keer werden ze namelijk gekroond tot Sportploeg van het Jaar 2019.

## Onderscheidingen
- Rechteropbouwster van het jaar van de Eredivisie: 2009/10
- Rechteropbouwster van het jaar van de Eredivisie: 2008/09
- Talent van het jaar van het Nederlands Handbal Verbond: 2007/08
- Topscoorder (Torschützenkönig) (reguliere) competitie Bundesliga 2012/13
- Rechter opbouwster in Handbal Inside Team van het jaar 2015/16